# Разделённое сознание
Разделенное сознание — термин, введенный Эрнестом Хилгардом для определения психологического состояния, в котором сознание человека расщепляется на отдельные компоненты, как бывает, например, во время гипнозa.

## Происхождение
Теория разделения сознания была затронута Карлом Юнгом в 1935 году, когда он заявил: «Так называемое единство сознания — это иллюзия… нам нравится думать, что мы едины, но это не так.» Эрнест Хилгард считал, что гипноз вызывает расщепление сознания и яркую форму повседневного расщепления разума. Заимствуя темы у Пьера Жане, Хилгард рассматривал гипноз с точки зрения готовности разделить основные системы сознания на разные секторы. Он утверждал, что расщепление сознания может не только помочь определить состояние разума, достигнутое во время гипноза, но также может помочь определить широкий спектр психологических проблем, таких как диссоциативное расстройство идентичности.
В книге Хилгарда «Пересмотр разделенного сознания» он предлагает множество примеров «диссоциированного» человеческого поведения. Касательно теории, он заявляет, что полезно выделить два режима сознания: рецептивный и активный. Кроме того, Хилгард упоминает концепцию сосознания, при которой два или более состояний сознания могут быть одинаково восприимчивыми или активными, как, например, в некоторых типах множественной личности.
Многие психологические исследования предполагают единство сознания. Это предположение подвергается сомнению ввиду проведения психофизических исследований с участием здоровых субъектов и лиц с псевдослепотой, которые показывают одновременную диссоциацию различных способов передачи ощущения. Также оно подвергается сомнению клиническими исследованиями анозогнозных пациентов, показывающих диссоциацию осознания своих собственных состояний. Эти и другие явления подразумевают два типа разделения сознания: отделение феноменального опыта от рефлексивного сознания и несовершенность рефлексивного сознания. Считается, что рефлексивное сознание необходимо для отчета, и оно ассоциируется с «собой» как с субъектом опыта и агентом отчета. Рефлексивное сознание действует только тогда, когда мы уделяем внимание нашим собственным состояниям. Когда мы вовлечены во внешний мир, рефлексивность вмешивается меньше, а наше сознание более унифицировано.

### Сосознание
Термин был введен Джеймсом Вильямом. По его словам, в синхронном едином сознании мы сосознаем А, B и С. Использование термина «со-сознание» напрямую связано с единством сознания, вне зависимости от его существования. В основе попыток идентифицировать характерные черты единства сознания лежат два противоположных взгляда на структуру единого сознательного опыта. В то время, единый сознательный опыт состоит из других опытных компонентов. Таким образом, сосознание стоит в одном ряду со «включением»—попыткой охарактеризовать единство сознания. В данном контексте, со-сознание является отношением между локальными сознательными состояниями.
Подобно включению, большинство версий сосознания предполагают наличие опытных частей. Помимо проблемы утраты нейтральности это требование сталкивается с той трудностью, что некоторые формы единого сознания, такие, к примеру, как единое сознание самого себя, похоже, не подразумевают наличия множества компонентов. И если это так, то в подобных случаях не было бы ничего, что вступало бы в отношение «со-». Кроме того, даже если некоторые формы единого сознания могли бы выражать отношение «со-», представляется, что другие не выражали бы его (например, единое сознание самого себя). В данном случае нет множества компонентов—что, в свою очередь, говорит об отсутствии сторон отношения «со-».

## Эксперименты
Теория была опробована и проверена. Некоторые тесты доказали, что теория делает некоторые допустимые предсказания. Однако, другие—например, одно исследование, проведенное на 169 студентах бакалавриата, некоторые из которых выполняли задания в условиях избирательного внимания и разделенного внимания, коррелируя с оценками по шкале гипнотической восприимчивости Гарвардской группы,—опровергают выводы Хилгарда.
Новые тенденции в психологии и когнитивной нейробиологии предполагают, что применение нелинейной динамики, хаоса и самоорганизации представляется особенно важным для исследования некоторых фундаментальных проблем, касающихся взаимоотношений разума и мозга. Актуальными проблемами, среди прочего, являются формирование воспоминаний во время изменений психических состояний и природа барьера, который разделяет психические состояния и приводит к процессу, называемому диссоциацией. Этот процесс связан с формированием групп нейронов, которые часто синхронизируют свои паттерны срабатывания уникальным пространственным образом. Центральной темой этого исследования является взаимосвязь между уровнем движущихся и колеблющихся психических процессов и их нейрофизиологическим субстратом. Это ставит вопрос о принципах организации сознательного опыта и о том, как эти переживания происходят в мозге. Хаотическая самоорганизация предоставляет уникальный теоретический и экспериментальный инструмент для более глубокого понимания диссоциативных явлений и позволяет изучить, как диссоциативные явления могут быть связаны с эпилептиформными разрядами, которые связаны с различными формами психологических и соматических проявлений. Организующие принципы, которые составляют человеческое сознание и другие психические явления с этой точки зрения, могут быть описаны путем анализа и реконструкции лежащей в основе динамики психофизиологических показателей.